# Джамалов, Мардан Талыб оглы
Мардан Талыб оглы Джамалов (азерб. Mərdan Talıb oğlu Camalov; род. 27 мая 1956, Чол Башдали, Сабирабадский район) — глава исполнительной власти Зердабского района (c 2019).

## Биография
Родился 27 мая 1956 года в с. Чол Башдали Сабирабадского района.
В 1978 году окончил Азербайджанский педагогический институт по специальности «преподаватель биологии». Также окончил Азербайджанский народнохозяйственный институт по специальности «экономист».
С августа 1978 по октябрь 1981 года работал преподавателем в школе с. Агаджанлы Сабирабадского района.
С октября 1981 по апрель 1989 года являлся начальником производственного участка завода по выделке искусственной кожи г. Али-Байрамлы.
С апреля по ноябрь 1989 года являлся начальником отдела технического обеспечения департамента по оборудованию нефтяных вышек ПО «Азнефть».
C ноября 1989 по июнь 1990 года — начальник торгового отдела, с июня 1990 по март 1993 года — председатель потребительского кооператива «Azərittifaq» г. Али-Байрамлы.
С марта по май 1993 года — начальник торгового отдела главного управления по вопросам торговли о общественного питания кооператива  «Azərittifaq».
С мая 1993 по март 1995 года — директор Бакинской универсальной базы конторы «Азкооптациябытторговля» кооператива «Azərittifaq».
С марта 1995 по январь 1996 года — заместитель начальника социального производственного объединения компании «Азеригаз».
С января 1996 по апрель 1999 года — заместитель начальника управления материально-технического обеспечения QNQC İB ГНКАР.
C апреля 1999 по февраль 2004 года — начальник отдела технического обеспечения ООО «Anşad Petrol».
С марта 2004 по апрель 2005 года — заместитель начальника ОАО «Neft Layihə Tikinti».
Глава исполнительной власти г. Ширван (18 апреля 2005 — 12 ноября 2019).
Глава исполнительной власти Зердабского района (c 12 ноября 2019).
Член партии «Новый Азербайджан».

## Награды
- Орден «Слава» (26 мая 2016, за заслуги в общественно-политической жизни Азербайджана)[4]